# 아치 코크란
아치 코크란(Archie Cochrane)은 영국의 의사, 역학자이다. 근거중심의학의 토대를 만들었다.

## 생애
1938년 UCL을 졸업 후 의사로 활동하였다. 이후 제 2차 세계대전에 육군 왕립육군의무군단 소속 장교로 참전하였다. 전쟁 이후 런던 보건대학원에서 공중보건을 공부하였다. 1960년 카디프 대학교 의과대학의 교수로 부임하였다.
1972년 《유효함과 유효성: 보건 서비스에 있어서의 확률론적 영향》(Effectiveness and Efficiency: Random Reflections on Health Services)을 출판하며 근거중심의학의 토대를 마련하였다.

## 같이 보기
- 근거중심의학
- 코크란 (단체)